# Rudolph Johnson
Rudolph „Rudy“ Johnson Jr. (* um 1940; † 19. August 2007) war ein US-amerikanischer Jazzmusiker (Tenorsaxophon, auch Flöte, Komposition).

## Leben und Wirken
Der aus Ohio stammende Johnson gehörte in den frühen 1960er-Jahren einem kurzlebigen Trio mit Kirk Lightsey und Cecil McBee an, von dem keine Aufnahmen vorliegen. Anschließend sammelte er Erfahrungen in der Band des Organisten Jimmy McGriff, bevor er sich an der Westküste der USA niederließ. Dort spielte er u. a. in der Bunions Bradford Funeral & Marching Band  (der u. a. George Bohanon, Joe Henderson und Walter Bishop junior angehörten) und mit Chester Thompson (Powerhouse). Sein Debütalbum Spring Rain, aufgenommen mit John Barnes (Piano), Reggie Johnson (Bass) und Raymond Pounds (Schlagzeug), wurde 1972 in Los Angeles auf dem Independentlabel Black Jazz Records veröffentlicht; es galt später als „kultig“. 1973 entstand The Second Coming, das Johnson mit Kirk Lightsey, Kent Brinkley und Doug Sides einspielte.
Der aus Detroit stammende Popsänger Lovelace Watkins, der in dieser Zeit häufig im südlichen Afrika tourte, engagierte 1974 eine Jazz-Big-Band, die ihn auf einer Tournee durch Südafrika begleiten sollte – darunter Kirk Lightsey und Johnson sowie der Mastersounds-Bassist Monk Montgomery und Marshall Royal. Die Tour war ein großer Erfolg, und während der Ausfallzeit gelang es Mitgliedern der Watkins-Gruppe, drei Alben unabhängig voneinander aufzunehmen, eine davon war die auf dem Gallo Label erschienene LP Habiba, entstanden unter Leitung von Lightsey und Johnson.
In den folgenden Jahren arbeitete Johnson größtenteils als Mitglied der Big Band von Ray Charles; daneben als Sessionmusiker mit LaMont Johnson (Nine: A Mystical Musical Allegory), Dave Pike (On a Gentle Note), Beverly Kelly (Live at the Jazz Safari, 1979), in den späteren Jahren spielte er noch im First Cosins Jazz Ensemble und als Begleiter der Sängerin Dee Dee McNeil. Im Bereich des Jazz war er laut Tom Lord zwischen 1963 und 1994 an 16 Aufnahmesessions beteiligt.

## Diskographische Hinweise
- Jimmy McGriff: At the Apollo (Sue, 1963)
- Jimmy McGriff: Jimmy McGriff at the Organ (Sue, 1964)
- Kirk Lightsey and Rudolph Johnson with The All Stars: Habiba (1974), mit Al Hall Jr., Danny Cortez, Charles Mallory, Delbert Hill, Johnny Boshoff, Curtis Kirk